# Ujście
Ujście (germană Usch) este un oraș în Polonia. În 2011 avea 8134 de locuitori.